# Liste der Nécropoles nationales in Frankreich
Die folgende Liste umfasst die 265 in Frankreich existierenden Nécropoles nationales, d. h. Kriegsgräberstätten unter Verwaltung des französischen Staates. Auf ihnen sind rund 740.000 Soldaten beerdigt, davon 240.000 in Beinhäusern. 88 Prozent der Toten stammen aus dem Ersten Weltkrieg.
Die nécropoles nationales wurden durch ein Gesetz vom 29. Dezember 1915 geschaffen, das vorsah, die sterblichen Überreste der Gefallenen (Morts pour la France) wenn möglich in dauerhaften Einzelgräbern zu bestatten, deren Erhalt Aufgabe des Staates ist und die sich auf ewig im Besitz des Staates befinden. Der Erste Weltkrieg war der erste Krieg, in dem Erkennungsmarken an französische Soldaten ausgegeben wurden, die ein solches Vorgehen erlaubten. Bis dahin wurden die Soldaten gewöhnlich in Gemeinschaftsgräbern bestattet. Der Anstoß zu dieser neuen Verfahrensweise ging von den Soldaten selbst aus, die ihre gefallenen Kameraden während des Krieges vorzugsweise in Einzelgräbern bestatteten. Nach dem Krieg wurden viele diese verstreut liegenden Einzelgräber von kleineren Friedhöfen auf die größeren nécropoles nationales verlegt. Für nicht identifizierbare Gefallene wurden Beinhäuser gebaut. Neben den 265 nécropoles nationales gibt es in Frankreich rund 2000 Gemeindefriedhöfe mit Gräbern von Kriegsgefallenen.
Aufsichtsbehörde der nécropoles nationales ist das im Verteidigungsministerium angesiedelte Secrétariat d'Etat aux anciens combattants et victimes de guerre. Die Liste basiert auf dem Stand, der durch die Verordnung vom 26. Mai 1993 vorgegeben ist.

## Liste
| Name                                                                               | Gemeinde                        | Département           | Lage                            | Anzahl der Beerdigten             | Bild |
| ---------------------------------------------------------------------------------- | ------------------------------- | --------------------- | ------------------------------- | --------------------------------- | ---- |
| Nécropole nationale de la 28e Brigade/Ferme des Wacques                            | Souain-Perthes-lès-Hurlus       | Marne                 | 49° 10′ 57,3″ N, 4° 30′ 37,4″ O | 147                               |      |
| Nécropole nationale d'Airvault                                                     | Airvault                        | Deux-Sèvres           | 46° 48′ 3,4″ N, 0° 8′ 39,4″ W   | 26                                |      |
| Nécropole nationale d'Albert                                                       | Albert                          | Somme                 | 49° 59′ 48,7″ N, 2° 39′ 47,2″ O | 6290                              |      |
| Nécropole nationale d'Altkirch                                                     | Altkirch                        | Haut-Rhin             | 47° 37′ 45,7″ N, 7° 14′ 31″ O   | 1785                              |      |
| Nécropole nationale d'Ambly-sur-Meuse                                              | Ambly-sur-Meuse                 | Meuse                 | 49° 1′ 13,9″ N, 5° 26′ 19,4″ O  | 111                               |      |
| Nécropole nationale d'Assevent                                                     | Assevent                        | Nord                  | 50° 17′ 29,1″ N, 4° 1′ 7,9″ O   | 1827                              |      |
| Nécropole nationale d'Avocourt                                                     | Avocourt                        | Meuse                 | 49° 12′ 25,8″ N, 5° 8′ 13,4″ O  | 1896                              |      |
| Nécropole nationale de Badonviller                                                 | Badonviller                     | Meurthe-et-Moselle    | 48° 30′ 2,4″ N, 6° 53′ 48,3″ O  | 2591                              |      |
| Nécropole nationale de Bar-le-Duc                                                  | Bar-le-Duc                      | Meuse                 | 48° 46′ 5,1″ N, 5° 10′ 48,8″ O  | 3195                              |      |
| Nécropole nationale de Barly                                                       | Barly                           | Pas-de-Calais         | 50° 14′ 42,7″ N, 2° 33′ 8,7″ O  | 351                               |      |
| Monument ossuaire de Baslieux                                                      | Baslieux                        | Meurthe-et-Moselle    |                                 | 293                               |      |
| Nécropole nationale de Bayon                                                       | Bayon                           | Meurthe-et-Moselle    | 48° 28′ 51″ N, 6° 19′ 11,6″ O   | 169                               |      |
| Nécropole nationale de Bellefontaine                                               | La Ferté-Saint-Aubin            | Loiret                | 47° 43′ 45,5″ N, 1° 56′ 15,7″ O | 75                                |      |
| Nécropole nationale de Belleray                                                    | Belleray                        | Meuse                 | 49° 7′ 52,2″ N, 5° 24′ 20,2″ O  | 1234                              |      |
| Nécropole nationale Bernagousse                                                    | Barisis-aux-Bois                | Aisne                 |                                 | 12                                |      |
| Nécropole nationale de Berry-au-Bac                                                | Berry-au-Bac                    | Aisne                 | 49° 23′ 50″ N, 3° 53′ 51″ O     | 3972                              |      |
| Nécropole nationale de Bertrimoutier                                               | Bertrimoutier                   | Vosges                | 48° 16′ 0,6″ N, 7° 3′ 19,5″ O   | 966                               |      |
| Nécropole nationale de Beuvraignes                                                 | Beuvraignes                     | Somme                 | 49° 38′ 53,3″ N, 2° 47′ 1,3″ O  | 1857                              |      |
| Nécropole nationale de Bevaux                                                      | Verdun                          | Meuse                 | 49° 8′ 33,1″ N, 5° 23′ 40,2″ O  | 3592                              |      |
| Nécropole nationale de Biaches                                                     | Biaches                         | Somme                 | 49° 55′ 38,4″ N, 2° 53′ 13,8″ O | 1362                              |      |
| Nécropole nationale de Bisping                                                     | Belles-Forêts                   | Moselle               | 48° 48′ 13″ N, 6° 53′ 6,2″ O    | 392                               |      |
| Nécropole nationale du Bois de Béthelainville                                      | Dombasle-en-Argonne             | Meuse                 | 49° 8′ 38,5″ N, 5° 10′ 58,8″ O  | 1095                              |      |
| Nécropole nationale Le Bois de Maettle                                             | Sondernach                      | Haut-Rhin             | 47° 59′ 28,5″ N, 7° 4′ 21,9″ O  | 374                               |      |
| Nécropole nationale du Bois de Montrolles                                          | Betz                            | Oise                  |                                 | 44                                |      |
| Nécropole nationale du Bois de Tappe                                               | Doncourt-lès-Longuyon           | Meurthe-et-Moselle    | 49° 27′ 7,3″ N, 5° 42′ 18,5″ O  | 95                                |      |
| Nécropole nationale Le Bois des Ouvrages                                           | Cléry-sur-Somme                 | Somme                 | 49° 57′ 46″ N, 2° 51′ 34,5″ O   | 2332                              |      |
| Nécropole nationale du Bois-du-Puits                                               | Aubérive                        | Marne                 | 49° 11′ 36,3″ N, 4° 22′ 5,3″ O  | 6809                              |      |
| Nécropole nationale du Bois-Roger                                                  | Ambleny                         | Aisne                 | 49° 23′ 41″ N, 3° 11′ 37″ O     | 11.229                            |      |
| Nécropole nationale de Boulouris                                                   | Saint-Raphaël                   | Var                   | 43° 25′ 20″ N, 6° 49′ 25,2″ O   | 464                               |      |
| Nécropole nationale de Braine                                                      | Braine                          | Aisne                 | 49° 20′ 5″ N, 3° 31′ 56″ O      | 1583                              |      |
| Nécropole nationale de Brandeville                                                 | Brandeville                     | Meuse                 | 49° 24′ 6,8″ N, 5° 18′ 13,9″ O  | 516                               |      |
| Nécropole nationale de Bras-sur-Meuse                                              | Bras-sur-Meuse                  | Meuse                 | 49° 12′ 26″ N, 5° 22′ 33,9″ O   | 6537                              |      |
| Nécropole nationale de Bray-sur-Somme                                              | Bray-sur-Somme                  | Somme                 | 49° 56′ 37,1″ N, 2° 43′ 1,2″ O  | 1045                              |      |
| Nécropole nationale de Brieulles-sur-Meuse                                         | Brieulles-sur-Meuse             | Meuse                 | 49° 20′ 4,2″ N, 5° 10′ 10,9″ O  | 2572                              |      |
| Nécropole nationale de Brocourt-en-Argonne                                         | Récicourt                       | Meuse                 | 49° 6′ 47,8″ N, 5° 10′ 8,8″ O   | 471                               |      |
| Nécropole nationale de Brouderdorff                                                | Brouderdorff                    | Moselle               | 48° 41′ 25,6″ N, 7° 6′ 5,1″ O   | 466                               |      |
| Nécropole nationale de Buhl                                                        | Sarrebourg                      | Moselle               | 48° 44′ 7″ N, 7° 3′ 16″ O       | 1608                              |      |
| Nécropole nationale Les Buttes                                                     | Marcelcave                      | Somme                 | 49° 51′ 38″ N, 2° 33′ 36,7″ O   | 1610                              |      |
| Nécropole nationale de Buzy                                                        | Buzy-Darmont                    | Meuse                 | 49° 10′ 39,9″ N, 5° 42′ 46,5″ O | 2330                              |      |
| Nécropole nationale de Cambronne-lès-Ribécourt                                     | Cambronne-lès-Ribécourt         | Oise                  | 49° 29′ 38,4″ N, 2° 53′ 28,7″ O | 2237                              |      |
| Nécropole nationale Carrefour Duchesne                                             | Orbey                           | Haut-Rhin             | 48° 8′ 55,3″ N, 7° 6′ 28″ O     | 408                               |      |
| Nécropole nationale de Catenoy                                                     | Catenoy                         | Oise                  | 49° 22′ 25,4″ N, 2° 30′ 54,3″ O | 1752                              |      |
| Nécropole nationale de Cerisy                                                      | Cerisy                          | Somme                 | 49° 54′ 19,3″ N, 2° 37′ 58,4″ O | 990                               |      |
| Nécropole nationale de Cernay                                                      | Cernay                          | Haut-Rhin             | 47° 48′ 50,1″ N, 7° 10′ 42,8″ O | 3709                              |      |
| Nécropole nationale de Cerny-en-Laonnois                                           | Cerny-en-Laonnois               | Aisne                 | 49° 26′ 32″ N, 3° 39′ 59″ O     | 5154                              |      |
| Nécropole nationale de Châlons-en-Champagne                                        | Châlons-en-Champagne            | Marne                 | 48° 57′ 34″ N, 4° 22′ 25″ O     | 4500                              |      |
| Nécropole nationale Chambière                                                      | Metz                            | Moselle               | 49° 8′ 3″ N, 6° 11′ 39″ O       | 10.967                            |      |
| Nécropole nationale de Chambry                                                     | Chambry                         | Seine-et-Marne        | 49° 0′ 43,8″ N, 2° 54′ 20,2″ O  | 1331                              |      |
| Nécropole nationale de Champenoux                                                  | Champenoux                      | Meurthe-et-Moselle    | 48° 44′ 26,6″ N, 6° 20′ 13,2″ O | 2862                              |      |
| Nécropole nationale de Champs                                                      | Champs                          | Aisne                 | 49° 32′ 59″ N, 3° 14′ 55″ O     | 2995                              |      |
| Nécropole nationale de Chasselay                                                   | Chasselay                       | Rhône                 | 45° 52′ 56,3″ N, 4° 45′ 17″ O   | 198                               |      |
| Nécropole nationale de Chasseneuil-sur-Bonnieure                                   | Chasseneuil-sur-Bonnieure       | Charente              | 45° 49′ 24″ N, 0° 26′ 20″ O     | 2029                              |      |
| Nécropole nationale de Chattancourt                                                | Chattancourt                    | Meuse                 | 49° 13′ 23,7″ N, 5° 16′ 16,9″ O | 1726                              |      |
| Nécropole nationale de Chauny                                                      | Chauny                          | Aisne                 | 49° 37′ 16″ N, 3° 13′ 15″ O     | 486                               |      |
| Nécropole nationale Le Chêne Millet                                                | Metzeral                        | Haut-Rhin             | 48° 0′ 19,5″ N, 7° 2′ 47,5″ O   | 2632                              |      |
| Nécropole nationale des Chesneaux                                                  | Château-Thierry                 | Aisne                 | 49° 3′ 3″ N, 3° 24′ 4″ O        | 2113                              |      |
| Nécropole nationale de Chestres                                                    | Vouziers                        | Ardennes              | 49° 23′ 48,5″ N, 4° 43′ 39,8″ O | 3065                              |      |
| Nécropole nationale de Chicourt                                                    | Chicourt                        | Moselle               | 48° 55′ 8,8″ N, 6° 30′ 24,9″ O  | 179                               |      |
| Nécropole nationale de Choloy-Ménillot                                             | Choloy-Ménillot                 | Meurthe-et-Moselle    | 48° 40′ 2,1″ N, 5° 51′ 6,2″ O   | 2079                              |      |
| Nécropole nationale Le Col de Sainte-Marie                                         | Sainte-Marie-aux-Mines          | Haut-Rhin             | 48° 14′ 38,6″ N, 7° 8′ 6,7″ O   | 230                               |      |
| Nécropole nationale de Colmar                                                      | Colmar                          | Haut-Rhin             | 48° 5′ 42,9″ N, 7° 22′ 22,5″ O  | 2312                              |      |
| Nécropole nationale de Commercy                                                    | Commercy                        | Meuse                 | 48° 45′ 37,4″ N, 5° 34′ 49,2″ O | 2122                              |      |
| Nécropole nationale de Condé-Folie                                                 | Condé-Folie                     | Somme                 | 50° 0′ 34″ N, 2° 1′ 12,3″ O     | 3312                              |      |
| Nécropole nationale de Conthil                                                     | Conthil                         | Moselle               |                                 | 39                                |      |
| Nécropole nationale La Côte 80                                                     | Étinehem                        | Somme                 | 49° 56′ 20,3″ N, 2° 41′ 36,4″ O | 1004                              |      |
| Nécropole nationale de Courbesseaux                                                | Courbesseaux                    | Meurthe-et-Moselle    | 48° 41′ 36,3″ N, 6° 23′ 40,8″ O | 2679                              |      |
| Nécropole nationale de Courgivaux                                                  | Courgivaux                      | Marne                 | 48° 42′ 38,2″ N, 3° 29′ 34,1″ O | 225                               |      |
| Nécropole nationale de Craonnelle                                                  | Craonnelle                      | Aisne                 | 49° 25′ 55″ N, 3° 46′ 23″ O     | 3936                              |      |
| Nécropole nationale de Crécy-au-Mont                                               | Crécy-au-Mont                   | Aisne                 | 49° 29′ 19″ N, 3° 18′ 39″ O     | 3293                              |      |
| Nécropole nationale de La Croix-Ferlin                                             | Bligny                          | Marne                 | 49° 12′ 7,8″ N, 3° 51′ 59,2″ O  | 4654                              |      |
| Nécropole nationale de La Crouée                                                   | Souain-Perthes-lès-Hurlus       | Marne                 | 49° 11′ 16,7″ N, 4° 32′ 18,6″ O | 30.734                            |      |
| Nécropole nationale de Crouy                                                       | Crouy                           | Aisne                 | 49° 24′ 6″ N, 3° 20′ 45″ O      | 2994                              |      |
| Nécropole nationale de Cuts                                                        | Cuts                            | Oise                  | 49° 31′ 44″ N, 3° 5′ 32″ O      | 3307                              |      |
| Nécropole nationale de Dannemarie                                                  | Dannemarie                      | Haut-Rhin             | 47° 37′ 40,8″ N, 7° 7′ 20″ O    | 390                               |      |
| Nécropole nationale de Dieue                                                       | Dieue-sur-Meuse                 | Meuse                 | 49° 4′ 30,7″ N, 5° 25′ 40,6″ O  | 310                               |      |
| Nécropole nationale de Dieuze                                                      | Dieuze                          | Moselle               | 48° 48′ 55,1″ N, 6° 43′ 27,6″ O | 1450                              |      |
| Nécropole nationale de Dompierre                                                   | Dompierre                       | Oise                  | 49° 35′ 25,5″ N, 2° 31′ 55,5″ O | 1416                              |      |
| Nécropole nationale de Dompierre-Becquincourt                                      | Dompierre-Becquincourt          | Somme                 | 49° 54′ 16,6″ N, 2° 48′ 2,9″ O  | 7034                              |      |
| Nécropole nationale du Donon                                                       | Grandfontaine                   | Bas-Rhin              | 48° 30′ 10,4″ N, 7° 8′ 31,9″ O  | 324                               |      |
| Nécropole nationale de Dormans                                                     | Dormans                         | Marne                 | 49° 4′ 41,6″ N, 3° 38′ 50,5″ O  | 1951                              |      |
| Nécropole nationale de la Doua                                                     | Villeurbanne                    | Rhône                 | 45° 47′ 7,4″ N, 4° 53′ 10″ O    | 6346                              |      |
| Nécropole nationale de Douaumont mit Beinhaus von Douaumont                        | Fleury-devant-Douaumont         | Meuse                 | 49° 12′ 25,4″ N, 5° 25′ 29,4″ O | 16.142 + ~130.000                 |      |
| Nécropole nationale de Dunkerque                                                   | Dunkerque                       | Nord                  | 51° 1′ 46,7″ N, 2° 23′ 14,6″ O  | 1833                              |      |
| Nécropole nationale de Dugny-sur-Meuse                                             | Dugny-sur-Meuse                 | Meuse                 | 49° 6′ 48,1″ N, 5° 23′ 22,2″ O  | 1971                              |      |
| Nécropole nationale d'Effry                                                        | Effry                           | Aisne                 | 49° 55′ 27″ N, 3° 58′ 53″ O     | 659                               |      |
| Nécropole nationale L'Égalité                                                      | Montdidier                      | Somme                 | 49° 39′ 13,3″ N, 2° 34′ 22,9″ O | 745                               |      |
| Nécropole nationale d'Épinal                                                       | Épinal                          | Vosges                | 48° 11′ 0,4″ N, 6° 27′ 34,9″ O  | 1398                              |      |
| Nécropole nationale d'Esnes-en-Argonne                                             | Esnes-en-Argonne                | Meuse                 | 49° 12′ 28,2″ N, 5° 11′ 28,4″ O | 6661                              |      |
| Nécropole nationale L'Espérance                                                    | Cutting                         | Moselle               | 48° 50′ 26,1″ N, 6° 50′ 6,8″ O  | 813                               |      |
| Nécropole nationale d'Étrépilly                                                    | Étrépilly                       | Seine-et-Marne        | 49° 2′ 24,3″ N, 2° 55′ 52,8″ O  | 667                               |      |
| Nécropole nationale d'Eygalayes                                                    | Eygalayes                       | Drôme                 | 44° 14′ 50″ N, 5° 36′ 55,2″ O   | 17                                |      |
| Nécropole nationale du Faubourg-Pavé                                               | Verdun                          | Meuse                 | 49° 9′ 57,4″ N, 5° 24′ 18,4″ O  | 5722                              |      |
| Nécropole nationale de Fère-Champenoise                                            | Fère-Champenoise                | Marne                 | 48° 45′ 5,8″ N, 3° 59′ 51,6″ O  | 5986                              |      |
| Nécropole nationale de la Ferme de Suippes                                         | Suippes                         | Marne                 | 49° 7′ 7″ N, 4° 30′ 59″ O       | 9361                              |      |
| Nécropole nationale de Fillières                                                   | Fillières                       | Meurthe-et-Moselle    | 49° 24′ 28,4″ N, 5° 50′ 9,4″ O  | 689                               |      |
| Nécropole nationale de Flavigny-le-Petit                                           | Guise                           | Aisne                 | 49° 52′ 34″ N, 3° 37′ 43″ O     | 5497                              |      |
| Nécropole nationale de Fleury-les-Aubrais                                          | Fleury-les-Aubrais              | Loiret                | 47° 56′ 53,9″ N, 1° 55′ 21,1″ O | 3540                              |      |
| Nécropole nationale de Flirey                                                      | Flirey                          | Meurthe-et-Moselle    | 48° 51′ 55,3″ N, 5° 50′ 34,4″ O | 4407                              |      |
| Nécropole nationale de Floing                                                      | Floing                          | Ardennes              | 49° 43′ 4,4″ N, 4° 56′ 0,1″ O   | 1952                              |      |
| Nécropole nationale de Florent-en-Argonne                                          | Florent-en-Argonne              | Marne                 | 49° 8′ 12,5″ N, 4° 57′ 14,9″ O  | 2061                              |      |
| Nécropole nationale de Fontaine-Routhon                                            | Les Souhesmes-Rampont           | Meuse                 | 49° 5′ 36,1″ N, 5° 16′ 17,4″ O  | 1068                              |      |
| Nécropole nationale La Fontenelle                                                  | Ban-de-Sapt                     | Vosges                | 48° 20′ 51,6″ N, 7° 0′ 0″ O     | 1384                              |      |
| Nécropole nationale de La Forestière                                               | Lachalade                       | Meuse                 | 49° 10′ 3,3″ N, 5° 0′ 12″ O     | 2005                              |      |
| Nécropole nationale Le Fort des Dunes                                              | Leffrinckoucke                  | Nord                  | 51° 3′ 14,4″ N, 2° 26′ 40,3″ O  | 190                               |      |
| Nécropole nationale de Frémery                                                     | Frémery                         | Moselle               |                                 | 176                               |      |
| Nécropole nationale de Friscati                                                    | Vitrimont                       | Meurthe-et-Moselle    | 48° 36′ 11,6″ N, 6° 27′ 19,1″ O | 3751                              |      |
| Nécropole nationale Les Gateys                                                     | Saint-Nicolas-des-Bois          | Orne                  |                                 | 19                                |      |
| Nécropole nationale de Gerbéviller                                                 | Gerbéviller                     | Meurthe-et-Moselle    | 48° 29′ 48,6″ N, 6° 31′ 10,4″ O | 2167                              |      |
| Nécropole nationale Les Glacis du Château                                          | Belfort                         | Territoire de Belfort | 47° 38′ 14,9″ N, 6° 52′ 7,3″ O  | 927                               |      |
| Nécropole nationale Les Glières, Morette                                           | Thônes                          | Haute-Savoie          | 45° 53′ 54,2″ N, 6° 17′ 14,7″ O | 105                               |      |
| Nécropole nationale de Glorieux                                                    | Verdun                          | Meuse                 | 49° 9′ 26,6″ N, 5° 20′ 47″ O    | 4246                              |      |
| Nécropole nationale de Gorcy                                                       | Gorcy                           | Meurthe-et-Moselle    | 49° 32′ 38,9″ N, 5° 40′ 52,6″ O | 1263                              |      |
| Nécropole nationale de Gosselming                                                  | Gosselming                      | Moselle               | 48° 47′ 23,9″ N, 6° 59′ 37″ O   | 346                               |      |
| Nécropole nationale La Grande Tombe de Villeroy                                    | Chauconin-Neufmontiers          | Seine-et-Marne        | 48° 57′ 59,2″ N, 2° 50′ 39,4″ O | 133                               |      |
| Nécropole nationale de Grendelbruch                                                | Grendelbruch                    | Bas-Rhin              | 48° 29′ 16,7″ N, 7° 18′ 41,9″ O | 144                               |      |
| Ossuaire de La Gruerie                                                             | Vienne-le-Château               | Marne                 | 49° 12′ 0″ N, 4° 53′ 23,9″ O    | 10.000                            |      |
| Nécropole nationale d'Haguenau                                                     | Hagenau                         | Bas-Rhin              | 48° 48′ 27,8″ N, 7° 47′ 51,7″ O | 1574                              |      |
| Nécropole nationale de La Harazée                                                  | Vienne-le-Château               | Marne                 | 49° 11′ 45,7″ N, 4° 54′ 59,2″ O | 1673                              |      |
| Nécropole nationale d'Hattencourt                                                  | Hattencourt                     | Somme                 | 49° 45′ 36,9″ N, 2° 47′ 11,8″ O | 1949                              |      |
| Nécropole nationale d'Haubourdin                                                   | Haubourdin                      | Nord                  | 50° 36′ 13,7″ N, 2° 59′ 45,7″ O | 1987                              |      |
| Nécropole nationale d'Haudainville                                                 | Haudainville                    | Meuse                 | 49° 7′ 40,7″ N, 5° 25′ 4,4″ O   | 210                               |      |
| Nécropole nationale d'Hermonville                                                  | Hermonville                     | Marne                 |                                 | 12                                |      |
| Nécropole nationale des Îles Lavezzi                                               | Bonifacio                       | Corse-du-Sud          | Îles Lavezzi                    | 242                               |      |
| Mémorial des guerres en Indochine                                                  | Fréjus                          | Var                   | 43° 26′ 43″ N, 6° 45′ 6″ O      | 20.402 Soldaten + 3618 Zivilisten |      |
| Nécropole nationale Les Islettes                                                   | Les Islettes                    | Meuse                 | 49° 6′ 47,1″ N, 5° 0′ 1,6″ O    | 2226                              |      |
| Nécropole nationale de Jonchery-sur-Suippe                                         | Jonchery-sur-Suippe             | Marne                 | 49° 9′ 7,1″ N, 4° 28′ 37,1″ O   | 7910                              |      |
| Nécropole nationale de Lacroix-sur-Meuse                                           | Lacroix-sur-Meuse               | Meuse                 | 48° 58′ 55,7″ N, 5° 32′ 31,2″ O | 969                               |      |
| Nécropole nationale de Lagarde                                                     | Lagarde                         | Moselle               | 48° 41′ 30,5″ N, 6° 41′ 59,8″ O | 552                               |      |
| Nécropole nationale de Landrecourt-Lempire                                         | Landrecourt-Lempire             | Meuse                 | 49° 6′ 0,9″ N, 5° 20′ 44,2″ O   | 1962                              |      |
| Cimetière de la légion étrangère                                                   | Souain-Perthes-lès-Hurlus       | Marne                 | 49° 11′ 47,5″ N, 4° 33′ 56,6″ O | 128                               |      |
| Monument des Entonnoirs à Leintrey                                                 | Leintrey                        | Meurthe-et-Moselle    |                                 | unbekannt                         |      |
| Monument ossuaire de Lexy                                                          | Lexy                            | Meurthe-et-Moselle    |                                 | 68                                |      |
| Nécropole nationale de Lidrezing                                                   | Lidrezing                       | Moselle               |                                 | 548                               |      |
| Nécropole nationale de Lihons                                                      | Lihons                          | Somme                 | 49° 49′ 44,1″ N, 2° 44′ 55″ O   | 6587                              |      |
| Nécropole nationale de Lironville                                                  | Lironville                      | Meurthe-et-Moselle    |                                 | 416                               |      |
| Nécropole nationale de Loupeigne                                                   | Loupeigne                       | Aisne                 | 49° 14′ 43″ N, 3° 32′ 36″ O     | 1077                              |      |
| Nécropole nationale de Luynes                                                      | Aix-en-Provence                 | Bouches-du-Rhône      | 43° 28′ 15″ N, 5° 24′ 3″ O      | 11.424                            |      |
| Nécropole nationale de Ly-Fontaine                                                 | Ly-Fontaine                     | Aisne                 |                                 | 46                                |      |
| Nécropole nationale de la Maison Bleue                                             | Cormicy                         | Marne                 | 49° 22′ 24,8″ N, 3° 55′ 13,5″ O | 14.430                            |      |
| Nécropole nationale de Marbotte                                                    | Apremont-la-Forêt               | Meuse                 | 48° 50′ 0″ N, 5° 35′ 16,4″ O    | 2656                              |      |
| Nécropole nationale de La Marfée                                                   | Noyers-Pont-Maugis              | Ardennes              | 49° 39′ 52,9″ N, 4° 55′ 34,2″ O | 1723                              |      |
| Nécropole nationale de Marissel                                                    | Beauvais                        | Oise                  | 49° 26′ 30″ N, 2° 5′ 30,2″ O    | 1368                              |      |
| Nécropole nationale de Marœuil                                                     | Marœuil                         | Pas-de-Calais         | 50° 19′ 42,3″ N, 2° 42′ 25,4″ O | 585                               |      |
| Nécropole nationale de Maucourt                                                    | Maucourt                        | Somme                 | 49° 48′ 0,1″ N, 2° 45′ 21,1″ O  | 5302                              |      |
| Nécropole nationale de Maurepas                                                    | Maurepas                        | Somme                 | 49° 59′ 19,7″ N, 2° 51′ 12,2″ O | 3657                              |      |
| Nécropole nationale de Maurupt-le-Montois                                          | Maurupt-le-Montois              | Marne                 | 48° 44′ 49,6″ N, 4° 50′ 34,7″ O | 515                               |      |
| Nécropole nationale de Ménil-sur-Belvitte                                          | Ménil-sur-Belvitte              | Vosges                | 48° 23′ 3,9″ N, 6° 41′ 35,8″ O  | 1096                              |      |
| Nécropole nationale de Méry-la-Bataille                                            | Méry-la-Bataille                | Oise                  | 49° 33′ 11,5″ N, 2° 37′ 46,1″ O | 1539                              |      |
| Nécropole nationale de Moislains                                                   | Moislains                       | Somme                 | 50° 0′ 6″ N, 2° 57′ 41,4″ O     | 465                               |      |
| Nécropole nationale de Montceaux-lès-Provins                                       | Montceaux-lès-Provins           | Seine-et-Marne        |                                 | 223                               |      |
| Nécropole nationale de Montdidier                                                  | Montdidier                      | Somme                 | 49° 38′ 55″ N, 2° 35′ 16,7″ O   | 7432                              |      |
| Nécropole nationale du Mont-Frenet                                                 | La Cheppe                       | Marne                 | 49° 3′ 52,2″ N, 4° 28′ 34,3″ O  | 2307                              |      |
| Nécropole nationale du Mont-Villers                                                | Bonzée                          | Meuse                 |                                 | 75                                |      |
| Nécropole nationale de Moosch                                                      | Moosch                          | Haut-Rhin             | 48° 0′ 19,5″ N, 7° 2′ 47,5″ O   | 594                               |      |
| Nécropole nationale de Morvillars                                                  | Morvillars                      | Territoire de Belfort | 47° 32′ 31,6″ N, 6° 55′ 52,8″ O | 160                               |      |
| Nécropole nationale de Mourmelon-le-Grand                                          | Mourmelon-le-Grand              | Marne                 | 49° 8′ 5″ N, 4° 20′ 47″ O       | 2685                              |      |
| Nécropole nationale de Mourmelon-le-Petit                                          | Mourmelon-le-Petit              | Marne                 | 49° 7′ 54,9″ N, 4° 18′ 38″ O    | 1496                              |      |
| Nécropole nationale de Neufchâteau                                                 | Neufchâteau                     | Vosges                | 48° 21′ 23,1″ N, 5° 42′ 14,1″ O | 1008                              |      |
| Nécropole nationale de Neuilly-Saint-Front                                         | Neuilly-Saint-Front             | Aisne                 | 49° 9′ 44″ N, 3° 14′ 25″ O      | 2072                              |      |
| Nécropole nationale Notre-Dame-de-Lorette                                          | Ablain-Saint-Nazaire            | Pas-de-Calais         | 50° 24′ 4″ N, 2° 43′ 8″ O       | 43.063                            |      |
| Nécropole nationale de Noviant-aux-Prés                                            | Noviant-aux-Prés                | Meurthe-et-Moselle    | 48° 50′ 56,3″ N, 5° 53′ 32,2″ O | 3343                              |      |
| Nécropole nationale de Noyon                                                       | Noyon                           | Oise                  | 49° 35′ 12″ N, 2° 59′ 49,1″ O   | 1727                              |      |
| Nécropole nationale d'Œuilly                                                       | Œuilly                          | Aisne                 | 49° 23′ 38″ N, 3° 40′ 37″ O     | 1159                              |      |
| Nécropole nationale de l'Opéra                                                     | Souain-Perthes-lès-Hurlus       | Marne                 | 49° 11′ 29,8″ N, 4° 33′ 20,5″ O | 144                               |      |
| Nécropole nationale d'Orfeuil                                                      | Semide                          | Ardennes              | 49° 17′ 56,8″ N, 4° 35′ 28,6″ O | 1342                              |      |
| Nécropole nationale d'Origny-Sainte-Benoite                                        | Origny-Sainte-Benoite           | Aisne                 | 49° 49′ 59″ N, 3° 30′ 9″ O      | 87                                |      |
| Nécropole nationale de Pargny-sur-Saulx                                            | Pargny-sur-Saulx                | Marne                 | 48° 46′ 8,7″ N, 4° 50′ 40,5″ O  | 288                               |      |
| Nécropole nationale du Pétant                                                      | Montauville                     | Meurthe-et-Moselle    | 48° 54′ 12,1″ N, 6° 0′ 47,4″ O  | 13.517                            |      |
| Nécropole nationale de Pierrepont                                                  | Pierrepont                      | Meurthe-et-Moselle    | 49° 24′ 53,4″ N, 5° 42′ 14,7″ O | 3758                              |      |
| Nécropole nationale de Plaine                                                      | Plaine                          | Bas-Rhin              | 48° 24′ 42,7″ N, 7° 8′ 49,4″ O  | 1160                              |      |
| Nécropole nationale de Plaine-de-Walsch                                            | Plaine-de-Walsch                | Moselle               | 48° 41′ 3,2″ N, 7° 7′ 27,4″ O   | 361                               |      |
| Nécropole nationale de Pontavert                                                   | Pontavert                       | Aisne                 | 49° 24′ 16″ N, 3° 48′ 37″ O     | 6815                              |      |
| Nécropole nationale du Pont-du-Marson                                              | Minaucourt-le-Mesnil-lès-Hurlus | Marne                 | 49° 10′ 51,4″ N, 4° 43′ 43,5″ O | 21.319                            |      |
| Nécropole nationale La Poterosse                                                   | Senones                         | Vosges                | 48° 23′ 33,9″ N, 6° 57′ 22″ O   | 818                               |      |
| Nécropole nationale du Prieuré de Binson                                           | Châtillon-sur-Marne             | Marne                 | 49° 5′ 25,6″ N, 3° 45′ 54,2″ O  | 2671                              |      |
| Nécropole nationale Les Quatre-Vents                                               | Senoncourt-les-Maujouy          | Meuse                 |                                 | 531                               |      |
| Nécropole nationale de Rambervillers                                               | Rambervillers                   | Vosges                | 48° 20′ 39,8″ N, 6° 38′ 30,9″ O | 1596                              |      |
| Nécropole nationale de Rancourt                                                    | Rancourt                        | Somme                 | 49° 59′ 52,6″ N, 2° 54′ 41,9″ O | 8567                              |      |
| Nécropole nationale de Ranrupt                                                     | Ranrupt                         | Bas-Rhin              | 48° 22′ 14,4″ N, 7° 11′ 52,2″ O | 187                               |      |
| Nécropole nationale du Rayol-Canadel-sur-Mer                                       | Rayol-Canadel-sur-Mer           | Var                   | 43° 9′ 31,4″ N, 6° 27′ 44,2″ O  | 9                                 |      |
| Nécropole nationale de Reillon                                                     | Reillon                         | Meurthe-et-Moselle    | 48° 35′ 57,7″ N, 6° 45′ 1,5″ O  | 1326                              |      |
| Nécropole nationale de Rembercourt-aux-Pots                                        | Rembercourt-Sommaisne           | Meuse                 | 48° 54′ 19,3″ N, 5° 10′ 23,6″ O | 5517                              |      |
| Nécropole nationale de Remy                                                        | Remy                            | Oise                  | 49° 25′ 35,8″ N, 2° 41′ 35,2″ O | 1887                              |      |
| Nécropole nationale de Rétaud                                                      | Rétaud                          | Charente-Maritime     | 45° 40′ 5″ N, 0° 45′ 14″ W      | 330                               |      |
| Nécropole nationale de Rethel                                                      | Rethel                          | Ardennes              | 49° 30′ 57″ N, 4° 21′ 21″ O     | 3455                              |      |
| Nécropole nationale de Revigny-sur-Ornain                                          | Revigny-sur-Ornain              | Meuse                 | 48° 49′ 20,1″ N, 4° 58′ 9,3″ O  | 1313                              |      |
| Nécropole nationale de Riche                                                       | Riche                           | Moselle               | 48° 54′ 19,6″ N, 6° 37′ 48,4″ O | 2574                              |      |
| Nécropole nationale de Rougemont                                                   | Rougemont                       | Doubs                 | 47° 28′ 55,2″ N, 6° 20′ 42,4″ O | 2169                              |      |
| Nécropole nationale de Royallieu                                                   | Compiègne                       | Oise                  | 49° 24′ 9″ N, 2° 48′ 53″ O      | 3354                              |      |
| Nécropole nationale de Rozelieures                                                 | Rozelieures                     | Meurthe-et-Moselle    | 48° 26′ 39,1″ N, 6° 25′ 43,5″ O | 1154                              |      |
| Nécropole nationale de Rupt-en-Woëvre                                              | Rupt-en-Woëvre                  | Meuse                 | 49° 3′ 2,4″ N, 5° 29′ 32,9″ O   | 70                                |      |
| Nécropole nationale de Saales                                                      | Saales                          | Bas-Rhin              |                                 | 36                                |      |
| Nécropole nationale de Sainte-Anne-d’Auray                                         | Sainte-Anne-d’Auray             | Morbihan              | 47° 42′ 16,3″ N, 2° 56′ 41,8″ W | 2106                              |      |
| Nécropole nationale de Sainte-Croix-aux-Mines                                      | Sainte-Croix-aux-Mines          | Haut-Rhin             | 48° 15′ 36,1″ N, 7° 14′ 1,6″ O  | 248                               |      |
| Nécropole nationale de Sainte-Menehould                                            | Sainte-Menehould                | Marne                 | 49° 5′ 48,6″ N, 4° 54′ 29,1″ O  | 5700                              |      |
| Nécropole nationale Saint-Acheul                                                   | Amiens                          | Somme                 | 49° 52′ 45,9″ N, 2° 19′ 9,7″ O  | 2774                              |      |
| Nécropole nationale de Saint-Benoît-la-Chipotte                                    | Saint-Benoît-la-Chipotte        | Vosges                | 48° 22′ 11,3″ N, 6° 46′ 27,2″ O | 1899                              |      |
| Nécropole nationale de Saint-Jean-sur-Tourbe                                       | Saint-Jean-sur-Tourbe           | Marne                 | 49° 7′ 41″ N, 4° 40′ 34,4″ O    | 2222                              |      |
| Nécropole nationale de Saint-Mandrier-sur-Mer                                      | Saint-Mandrier-sur-Mer          | Var                   | 43° 4′ 41,6″ N, 5° 56′ 5″ O     | 1863                              |      |
| Nécropole nationale de Saint-Nizier-du-Moucherotte                                 | Saint-Nizier-du-Moucherotte     | Isère                 | 45° 10′ 30,3″ N, 5° 38′ 34,3″ O | 100                               |      |
| Nécropole nationale Saint-Pierre                                                   | Amiens                          | Somme                 | 49° 54′ 42,2″ N, 2° 19′ 42,6″ O | 1372                              |      |
| Nécropole nationale de Saint-Pol-sur-Ternoise                                      | Saint-Pol-sur-Ternoise          | Pas-de-Calais         | 50° 22′ 53″ N, 2° 20′ 35,8″ O   | 725                               |      |
| Nécropole nationale de Saint-Quentin                                               | Saint-Quentin                   | Aisne                 | 49° 51′ 17″ N, 3° 15′ 47″ O     | 5273                              |      |
| Nécropole nationale de Saint-Remy-la-Calonne                                       | Saint-Remy-la-Calonne           | Meuse                 |                                 | 203                               |      |
| Nécropole nationale de Saint-Thomas-en-Argonne                                     | Saint-Thomas-en-Argonne         | Marne                 | 49° 12′ 1,9″ N, 4° 53′ 18,9″ O  | 8167                              |      |
| Nécropole nationale de Sarraltroff                                                 | Sarraltroff                     | Moselle               | 48° 46′ 38,8″ N, 7° 3′ 31″ O    | 278                               |      |
| Nécropole nationale des prisonniers de guerre de Sarrebourg                        | Sarrebourg                      | Moselle               | 48° 44′ 33″ N, 7° 2′ 5″ O       | 13.319                            |      |
| Nécropole nationale de Saulcy-sur-Meurthe                                          | Saulcy-sur-Meurthe              | Vosges                | 48° 13′ 49,9″ N, 6° 57′ 53″ O   | 2577                              |      |
| Nécropole nationale de Sedan-Torcy                                                 | Sedan                           | Ardennes              | 49° 42′ 12,2″ N, 4° 55′ 35,8″ O | 2909                              |      |
| Nécropole nationale de Senlis                                                      | Senlis                          | Oise                  | 49° 12′ 35,4″ N, 2° 34′ 43,6″ O | 1288                              |      |
| Nécropole nationale de Sept-Saulx                                                  | Sept-Saulx                      | Marne                 | 49° 8′ 51,4″ N, 4° 14′ 30,7″ O  | 3045                              |      |
| Nécropole nationale de Serre-Hébuterne                                             | Beaumont-Hamel                  | Somme                 | 50° 5′ 58,7″ N, 2° 39′ 20″ O    | 834                               |      |
| Nécropole nationale de Sigolsheim                                                  | Sigolsheim                      | Haut-Rhin             | 48° 8′ 25,7″ N, 7° 18′ 30,2″ O  | 1589                              |      |
| Nécropole nationale de Sillery                                                     | Sillery                         | Marne                 | 49° 11′ 41,4″ N, 4° 8′ 18″ O    | 11.259                            |      |
| Nécropole nationale de Soizy-aux-Bois                                              | Soizy-aux-Bois                  | Marne                 | 48° 48′ 34,8″ N, 3° 43′ 56,6″ O | 1692                              |      |
| Nécropole nationale de Sommedieue                                                  | Sommedieue                      | Meuse                 |                                 | 164                               |      |
| Nécropole nationale de Sommepy-Tahure                                              | Sommepy-Tahure                  | Marne                 | 49° 14′ 19,6″ N, 4° 32′ 19,8″ O | 2201                              |      |
| Nécropole nationale de Somme-Suippe                                                | Somme-Suippe                    | Marne                 | 49° 6′ 57,1″ N, 4° 35′ 11,7″ O  | 4962                              |      |
| Nécropole nationale de Soupir No 1                                                 | Soupir                          | Aisne                 | 49° 24′ 6″ N, 3° 35′ 54″ O      | 7808                              |      |
| Nécropole nationale de Soupir No 2                                                 | Soupir                          | Aisne                 | 49° 23′ 59″ N, 3° 35′ 50″ O     | 2829                              |      |
| Nécropole nationale du Sourd                                                       | Lemé                            | Aisne                 | 49° 51′ 20″ N, 3° 44′ 2″ O      | 2093                              |      |
| Nécropole nationale Strasbourg-Cronenbourg                                         | Strasbourg                      | Bas-Rhin              | 48° 35′ 22,9″ N, 7° 43′ 48,5″ O | 5462                              |      |
| Nécropole nationale du Struthof                                                    | Natzwiller                      | Bas-Rhin              | 48° 27′ 14,3″ N, 7° 15′ 18,3″ O | 1118                              |      |
| Nécropole nationale de Suippes-Ville                                               | Suippes                         | Marne                 | 49° 8′ 2,8″ N, 4° 32′ 14″ O     | 4853                              |      |
| Nécropole nationale des Tabors                                                     | Saint-Florent                   | Haute-Corse           | 42° 41′ 16″ N, 9° 18′ 50,3″ O   | 48                                |      |
| Nécropole nationale La Targette                                                    | Neuville-Saint-Vaast            | Pas-de-Calais         | 50° 20′ 58″ N, 2° 44′ 52″ O     | 12.211                            |      |
| Nécropole nationale de La Teste-de-Buch                                            | La Teste-de-Buch                | Gironde               | 44° 34′ 34″ N, 1° 9′ 15,6″ W    | 928                               |      |
| Nécropole nationale de Thiescourt                                                  | Thiescourt                      | Oise                  | 49° 34′ 7,8″ N, 2° 53′ 8,4″ O   | 2361                              |      |
| Nécropole nationale de Thil                                                        | Thil                            | Meurthe-et-Moselle    | 49° 28′ 40,8″ N, 5° 54′ 15,5″ O | unbekannt                         |      |
| Nécropole nationale de Thionville                                                  | Thionville                      | Moselle               | 49° 22′ 17,5″ N, 6° 10′ 23,8″ O | 1648                              |      |
| Nécropole nationale Les Tiges                                                      | Saint-Dié-des-Vosges            | Vosges                | 48° 17′ 13,7″ N, 6° 55′ 27″ O   | 2608                              |      |
| Nécropole nationale de Tracy-le-Mont                                               | Tracy-le-Mont                   | Oise                  | 49° 28′ 4,3″ N, 3° 1′ 2,8″ O    | 3197                              |      |
| Nécropole nationale de Trésauvaux                                                  | Trésauvaux                      | Meuse                 | 49° 4′ 41″ N, 5° 36′ 12,9″ O    | 655                               |      |
| Nécropole nationale Le Trottoir                                                    | Les Éparges                     | Meuse                 | 49° 3′ 55,5″ N, 5° 36′ 20,8″ O  | 2960                              |      |
| Nécropole nationale de Troyon                                                      | Troyon                          | Meuse                 | 49° 0′ 12,5″ N, 5° 28′ 4,8″ O   | 150                               |      |
| Nécropole nationale de Vadelaincourt                                               | Vadelaincourt                   | Meuse                 | 49° 4′ 23,3″ N, 5° 15′ 39,3″ O  | 1728                              |      |
| Nécropole nationale de Vailly-sur-Aisne                                            | Vailly-sur-Aisne                | Aisne                 | 49° 24′ 32″ N, 3° 30′ 37″ O     | 1576                              |      |
| Nécropole nationale de La Valette                                                  | Abreschviller                   | Moselle               | 48° 38′ 35″ N, 7° 6′ 10,2″ O    | 455                               |      |
| Nécropole nationale Les Vallons – Tiefengraben                                     | Mulhouse                        | Haut-Rhin             | 48° 0′ 19,5″ N, 7° 2′ 47,5″ O   | 1658                              |      |
| Nécropole de la résistance de Vassieux-en-Vercors                                  | Vassieux-en-Vercors             | Drôme                 | 44° 54′ 12,5″ N, 5° 22′ 16,7″ O | 187                               |      |
| Nécropole nationale de Vauquois                                                    | Vauquois                        | Meuse                 | 49° 11′ 44″ N, 5° 4′ 30,6″ O    | 6338                              |      |
| Nécropole nationale de Vauxaillon                                                  | Vauxaillon                      | Aisne                 | 49° 28′ 16″ N, 3° 24′ 43″ O     | 2078                              |      |
| Nécropole nationale de Vauxbuin                                                    | Vauxbuin                        | Aisne                 | 49° 21′ 0″ N, 3° 16′ 39″ O      | 4916                              |      |
| Nécropole nationale Vaux-Racine                                                    | Saint-Mihiel                    | Meuse                 | 48° 54′ 10,2″ N, 5° 32′ 37,6″ O | 3419                              |      |
| Nécropole nationale de Verberie                                                    | Verberie                        | Oise                  | 49° 18′ 42″ N, 2° 44′ 20″ O     | 2600                              |      |
| Nécropole nationale de Vergaville                                                  | Vergaville                      | Moselle               | 48° 50′ 35,6″ N, 6° 44′ 10,4″ O | 1151                              |      |
| Nécropole nationale de Vic-sur-Aisne                                               | Vic-sur-Aisne                   | Aisne                 | 49° 24′ 35″ N, 3° 6′ 33″ O      | 3050                              |      |
| Nécropole nationale Le Vieil-Armand (Hartmannswillerkopf), cimetière du Silberloch | Wattwiller                      | Haut-Rhin             | 47° 51′ 32,7″ N, 7° 9′ 5,7″ O   | 1640                              |      |
| Nécropole nationale de Vignemont                                                   | Vignemont                       | Oise                  | 49° 30′ 17,1″ N, 2° 45′ 50,3″ O | 3122                              |      |
| Nécropole nationale de Villé                                                       | Villé                           | Bas-Rhin              | 48° 20′ 36″ N, 7° 17′ 45″ O     | 292                               |      |
| Nécropole nationale de Villers-Carbonnel                                           | Villers-Carbonnel               | Somme                 | 49° 52′ 36″ N, 2° 53′ 35,6″ O   | 3103                              |      |
| Nécropole nationale de Villers-Cotterêts                                           | Villers-Cotterêts               | Aisne                 | 49° 15′ 44″ N, 3° 5′ 10″ O      | 3429                              |      |
| Nécropole nationale de Villers-Marmery                                             | Villers-Marmery                 | Marne                 |                                 | 523                               |      |
| Nécropole nationale de Villette                                                    | Villette                        | Meurthe-et-Moselle    |                                 | 97                                |      |
| Nécropole nationale de Ville-Houdlémont                                            | Ville-Houdlémont                | Meurthe-et-Moselle    |                                 | 92                                |      |
| Nécropole nationale de Ville-sur-Cousances                                         | Ville-sur-Cousances             | Meuse                 |                                 | 918                               |      |
| Nécropole nationale de Villiers-Saint-Georges                                      | Villiers-Saint-Georges          | Seine-et-Marne        |                                 | 60                                |      |
| Nécropole nationale de Villy-La Ferté                                              | Villy                           | Ardennes              | 49° 35′ 33,9″ N, 5° 13′ 42,9″ O | 108                               |      |
| Nécropole nationale de Vitry-le-François                                           | Vitry-le-François               | Marne                 | 48° 43′ 7,9″ N, 4° 34′ 51,7″ O  | 4067                              |      |
| Nécropole nationale Waldmatt                                                       | Guebwiller                      | Haut-Rhin             | 47° 54′ 12,3″ N, 7° 12′ 4″ O    | 457                               |      |
| Nécropole nationale de Walscheid                                                   | Walscheid                       | Moselle               | 48° 39′ 35,5″ N, 7° 8′ 56,5″ O  | 404                               |      |
| Nécropole nationale Le Wettstein, cimetière des Chasseurs, cimetière du Linge      | Orbey                           | Haut-Rhin             | 48° 0′ 19,5″ N, 7° 2′ 47,5″ O   | 3535                              |      |
| Nécropole nationale de Weiler                                                      | Wissembourg                     | Bas-Rhin              | 49° 2′ 31,5″ N, 7° 54′ 11,7″ O  | 260                               |      |
| Nécropole nationale de Wisches                                                     | Wisches                         | Bas-Rhin              | 48° 30′ 17,6″ N, 7° 14′ 27,5″ O | 504                               |      |
| Nécropole nationale de Zuydcoote                                                   | Zuydcoote                       | Nord                  | 51° 3′ 40,8″ N, 2° 29′ 5,5″ O   | 2294                              |      |